# انتوني باكوك
انتوني باكوك (بالإنجليزية: Anthony Peacock)‏ (6 سبتمبر 1985 بميدلزبرة في المملكة المتحدة - ) هو لاعب كرة قدم بريطاني في مركز الوسط. لعب مع نادي ميدلزبره ونادي بليث سبارتانز وسبنيمور تاون ‏ ودارلينجتون إف سى.

## وصلات خارجية
- انتوني باكوك على موقع قاعدة بيانات كرة القدم.إي يو (الإنجليزية)
- انتوني باكوك على موقع Soccerbase.com (لاعب) (الإنجليزية)